# 鄂木斯克體育館
鄂木斯克競技場是俄羅斯鄂木斯克的一個擁有10,318個座位的多功能競技場。它於2007年開放，成為大陸冰球聯賽冰球隊鄂木斯克先鋒的主場。，並於2019年拆除。

## 拆除
2018年，該場館被發現結構缺陷不得不拆除。拆除工作於2019年9月完成。將在原地建造一個新的競技場（G Drive競技場），並計劃於2022年9月開放，以迎接大陸冰球聯賽2022-23賽季的開幕。